# Cleto
Cleto é uma comuna italiana da região da Calábria, província de Cosenza, com cerca de 1.373 habitantes. Estende-se por uma área de 18 km², tendo uma densidade populacional de 76 hab/km². Faz fronteira com Aiello Calabro, Amantea, Martirano Lombardo (CZ), Nocera Terinese (CZ), San Mango d'Aquino (CZ), Serra d'Aiello.

## Demografia
| Variação demográfica do município entre 1861 e 2011                               |
|                                                                                   |
| Fonte: Istituto Nazionale di Statistica (ISTAT) - Elaboração gráfica da Wikipedia |